# Thaida peculiaris
Espèce
Thaida peculiaris est une espèce d'araignées aranéomorphes de la famille des Austrochilidae.

## Distribution
Cette espèce se rencontre au Chili dans les régions du Biobío, d'Araucanie, des Fleuves et des Lacs et en Argentine dans l'ouest de la province de Neuquén,.

## Description
Le mâle décrit par Forster, Platnick et Gray en 1987 mesure 9,72 mm et la femelle 11,48 mm.

## Systématique et taxinomie
Cette espèce a été décrite par Karsch en 1880.

## Publication originale
- Karsch, 1880 : « Arachnologische Blätter (Decas I). » Zeitschrift für die gesammten Naturwissenschaften, vol. 53, p. 373-409 (de).